# Methylchloorisothiazolinon
Methylchloorisothiazolinon (5-chloor-2-methyl-4-isothiazolin-3-on, {\displaystyle {\ce {C4H4ClNOS}}}) is een sterk werkend conserveermiddel met een antibacteriële en schimmelwerende werking binnen de groep van isothiazolinones. Het is al bij enkele delen per miljoen effectief tegen gram-positieve en gram-negatieve bacteriën, gisten en schimmels.
Methylchloorisothiazolinon is te vinden in tal van producten op waterbasis voor persoonlijke verzorging en cosmetica. Methylchloorisothiazolinon werd voor het eerst gebruikt in cosmetica in de jaren 1970. Het wordt ook gebruikt in lijm, was- en schoonmaakmiddelen, verven, brandstoffen en in bepaalde industriële processen. Methylchloorisothiazolinon mag worden gebruikt in combinatie met bepaalde andere conserveringsmiddelen.

## Veiligheid
In zuivere vorm of in hoge concentraties kan methylchloorisothiazolinon huid- en slijmvliesirritaties of chemische brandwonden veroorzaken. Het wordt niet meer toegevoegd aan de meeste cosmetische producten met uitzondering van middelen met kortdurend contact met de huid, zoals huidreinigingsmiddelen. Bepaalde mengvormen kunnen wel worden verdragen door gebruikers met een gevoelige huid en worden soms aangetroffen in cosmetische crèmes en lotions.
Het International Agency for Research on Cancer (IARC) heeft Methylchloorisothiazolinon momenteel niet aangegeven als bekend, waarschijnlijk of mogelijk carcinogeen (kankerverwekkend) voor de mens. Ook heeft men geen andere bewijzen gevonden van carcinogene activiteit. Methylchloorisothiazolinon is een allergeen voor 1,7% van de gebruikers. Een gemeenschappelijke indicatie van de aangetroffen allergische reacties zijn eczeem-achtige verschijnselen op de handen en polsen. Deze symptomen verdwijnen enkele weken nadat de blootstelling eraan is gestopt. Blootstelling kan onder andere geschieden middels huishoudelijke artikelen zoals shampoo, zeep en vochtig toiletpapier.